# Arato

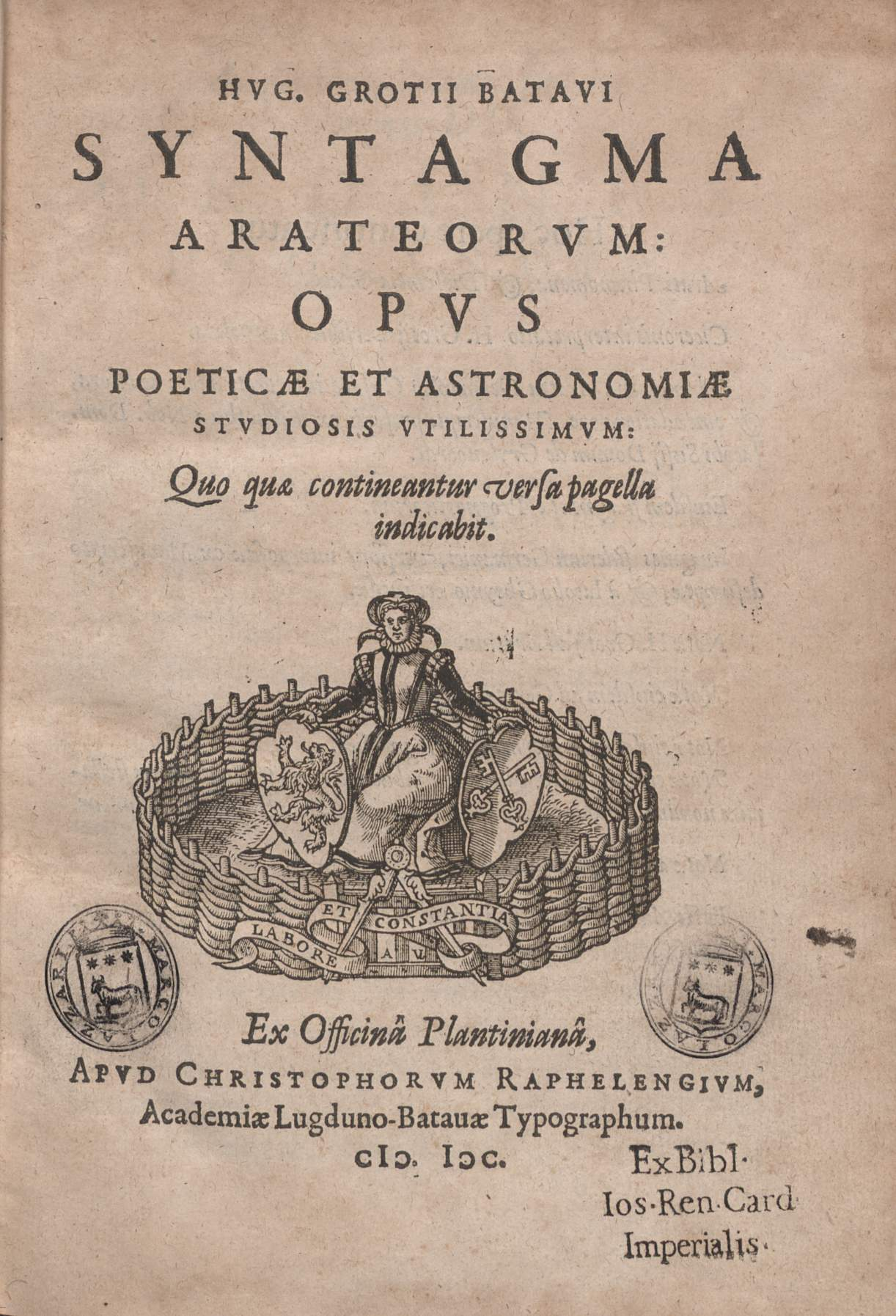
Aparências

Arato de Solos (em grego: Άρατος ο Σολεύς; Solos, Cilícia, 315 a.C. – 240 a.C.) foi um poeta grego, que passou um tempo na corte de Antígono Dóson, rei da Macedônia.

## Biografia
Há vários relatos de sua vida por escritores gregos anônimos, e Suda e Eudóxia também o mencionam. A partir de tais relatos, aparentemente ele era um nativo de Solos, na Cilícia, (embora uma autoridade cite Tarso). Ele é conhecido por ter estudado com Menécrates em Éfeso e Filitas em Cós. Como discípulo do filósofo peripatético Praxífanes, em Atenas, ele conheceu o estoico filósofo Zenão, bem como Calímaco de Cirene e Menedemo, o fundador da Escola Eretriense.
Em cerca de 276 a.C. foi convidado para a corte do rei macedônio Antígono II Gonatas, cuja vitória sobre os gauleses em 277 a.C. Arato colocou em verso, ocasião em que escreveu seu famoso poema, Phaenomena ("Fenômenos"). Ele então passou algum tempo na corte de Antíoco I Sóter da Síria, mas posteriormente voltou a Pela, onde morreu pouco antes de 240/239 a.C. Suas atividades principais eram a medicina (que é também disse ter sido a sua profissão), gramática e filosofia.
Escreveu um poema denominado "Fenômenos" usando como fonte de inspiração o texto de Eudoxo. Neste texto, entre outras coisas, se apresentam informações sobre as constelações e o uso da esfera para descrever o movimento dos objetos celestes. O poema de Arato foi muito reproduzido na sua época, sendo que o grande astrônomo Hiparco menciona tê-lo utilizado.